# ハクホークイン
ハクホークインは日本の競走馬である。1986年から1992年にかけて、おもに浦和競馬場を中心に出走していた。南関東公営競馬の4競馬場で通算161戦したが、引退するまでついに1勝もすることができなかった（2着8回、3着13回、4着17回、5着20回）。この161連敗は長らく地方競馬の最多連敗記録であった。

## 161連敗の背景
1986年10月に船橋競馬場の佐藤忠一厩舎でデビューしたハクホークインは、その後2つの厩舎を経て浦和の冨田藤男厩舎に移籍し、1988年3月頃から1992年の引退まで在籍した。
冨田厩舎は頑健な馬を集め、多くの出走によって出走手当を確実に稼ぐという経営方針をとっていたため、概して所属馬の成績を見れば、まずとにかく出走回数が非常に多いという傾向があった。また、南関東公営競馬では出走レースを決める格付け制度の基準は総賞金と馬齢の組み合わせであり、勝ちきれないハクホークインでも入着賞金を積み重ねて通算で1725万の総賞金を稼ぎ、最終的な格付けも最下級のC3級ではなくC1級であった。
161連敗はこの様なことが要因となって作り出された記録であり、単なる最弱馬ではなく、頑健な馬が多出走の傾向の厩舎で約4年にわたり無事に走り続けた結果といえる。

## その他
ハクホークインは勝つことなく引退したが、冨田の意向で繁殖牝馬となり、2頭の牡馬を産んだ。長男のハクホーウインは未勝利に終わったが、次男のハクホーキングが1997年2月24日に浦和競馬場で勝利し、親の無念を晴らす形になった。
2003年に高知競馬場でハルウララが連敗記録で注目されると、当時の連敗記録1位だったハクホークインが再注目された。
2008年6月16日、同じく161連敗中であったエリザベスクィーンが姫路競馬にて出走、2着となり連敗記録を162にし、中央・地方競馬を通じた最多連敗記録を16年ぶりに更新することとなった。同馬の記録は同年7月29日に初勝利したことで165で止まったが、2010年2月25日に園田競馬に出走したカンムリホルダーが連敗記録を166としたことで更新されている。カンムリホルダーは179連敗まで記録を伸ばして引退した。最長連敗記録はその後、マイネアトリーチェ（通算192連敗）、ダンスセイバー（2020年10月時点で200連敗、最終的には通算229連敗で引退）に更新されている。

## 血統表
| ハクホークインの血統（ボワルセル系 / Nearco 5×4=9.38%, Harina、Primero 5×4=9.38%、Asterus 5×5=6.25%、Pharos 5×5=6.25%、Blandford 5×5=6.25% | ハクホークインの血統（ボワルセル系 / Nearco 5×4=9.38%, Harina、Primero 5×4=9.38%、Asterus 5×5=6.25%、Pharos 5×5=6.25%、Blandford 5×5=6.25% | ハクホークインの血統（ボワルセル系 / Nearco 5×4=9.38%, Harina、Primero 5×4=9.38%、Asterus 5×5=6.25%、Pharos 5×5=6.25%、Blandford 5×5=6.25% | （血統表の出典）                  | （血統表の出典） |
| 父 ハクホオショウ 1969年 鹿毛 | 父の父* Hindostan 1946 黒鹿毛 | Bois Roussel | Vatout                            | Vatout           |
| 父 ハクホオショウ 1969年 鹿毛 | 父の父* Hindostan 1946 黒鹿毛 | Bois Roussel | Plucky Liege                      |                  |
| 父 ハクホオショウ 1969年 鹿毛 | 父の父* Hindostan 1946 黒鹿毛 | Sonibai | Solario                           | Solario          |
| 父 ハクホオショウ 1969年 鹿毛 | 父の父* Hindostan 1946 黒鹿毛 | Sonibai | Udaipur                           |                  |
| 父 ハクホオショウ 1969年 鹿毛 | 父の母* Stella Paradalis 1957 栗毛 | Pardal | Pharis                            | Pharis           |
| 父 ハクホオショウ 1969年 鹿毛 | 父の母* Stella Paradalis 1957 栗毛 | Pardal | Adargatis                         |                  |
| 父 ハクホオショウ 1969年 鹿毛 | 父の母* Stella Paradalis 1957 栗毛 | Andromeda | Stardust                          | Stardust         |
| 父 ハクホオショウ 1969年 鹿毛 | 父の母* Stella Paradalis 1957 栗毛 | Andromeda | Neocracy                          |                  |
| 母 ランダムクイン 1977 鹿毛 | 母の父* Fidalgo 1956 鹿毛 | Arctic Star | Nearco                            | Nearco           |
| 母 ランダムクイン 1977 鹿毛 | 母の父* Fidalgo 1956 鹿毛 | Arctic Star | Jock                              |                  |
| 母 ランダムクイン 1977 鹿毛 | 母の父* Fidalgo 1956 鹿毛 | Miss France | Nafah                             | Nafah            |
| 母 ランダムクイン 1977 鹿毛 | 母の父* Fidalgo 1956 鹿毛 | Miss France | 第四バツカナムビユーチー          |                  |
| 母 ランダムクイン 1977 鹿毛 | 母の母レデイキャサリン 1972 鹿毛 | ハクリョウ | * Primero                         | * Primero        |
| 母 ランダムクイン 1977 鹿毛 | 母の母レデイキャサリン 1972 鹿毛 | ハクリョウ | 第四バツカナムビユーチー          |                  |
| 母 ランダムクイン 1977 鹿毛 | 母の母レデイキャサリン 1972 鹿毛 | ローヤルダッシュ | トキノチカラ                      | トキノチカラ     |
| 母 ランダムクイン 1977 鹿毛 | 母の母レデイキャサリン 1972 鹿毛 | ローヤルダッシュ | 第弐フライアースメードン F-No.3-m |                  |

- 母ランダムクイン、祖母レデイキャサリンも現役時代は未勝利だった[2][3]。
- 曾祖母ローヤルダッシュの曾孫に南関東三冠馬ハツシバオーがいる。